# Diocèse d'Agen
Le diocèse d'Agen (en latin : Dioecesis Agennensis) est un diocèse de l'Église catholique en France. Érigé au IVe siècle, il est le diocèse historique de l'Agenais, pays traditionnel de l'ancienne province de Guyenne. Depuis 1822, il couvre le département de Lot-et-Garonne. Il est suffragant de l'archidiocèse métropolitain de Bordeaux.
Depuis le 22 mai 2024, Alexandre de Bucy est évêque d’Agen.

## Évêques originaires du diocèse d'Agen
- Pierre-Marie Carré, archevêque de Montpellier
- Bellino Ghirard, évêque émérite de Rodez
- Laurent Camiade, évêque de Cahors

## Statistiques
En 2022, le diocèse comptait 205 300 baptisés pour 342 700 habitants (59,9 %). Il y avait 70 prêtres (46 diocésains et 24 réguliers), 14 diacres permanents, 40 religieux et 34 religieuses. La pratique religieuse dans cette terre radicale-socialiste s'est écroulée dans les années 1970, et cette tendance s'est amplifiée depuis les années 2000. En 1980, la population était encore baptisée catholique à 84 % et il y avait 224 prêtres. En 2004, on comptait 62,9 % de baptisés pour 121 prêtres.